# Dōki no Sakura
 (septembre 2023).
Dōki no Sakura (同期の桜, fleurs de cerisier de la même saison) est une marche (gunka) japonais. C'était, en particulier, l'hymne des unités de kamizake, que les pilotes chantaient avant leur mission fatale. 
La paroles de la chanson comparent les kamikazes d'une même promotion aux fleurs d'un même cerisier, qui ont éclos au même printemps, et dont la destinée est de tomber ensemble. Il y a eu plusieurs variantes des paroles entre 1939 et 1944.